# Skilanglauf-Alpencup 2021/22
Der Skilanglauf-Alpencup 2021/22 war eine von der FIS organisierte Wettkampfserie, die zum Unterbau des Skilanglauf-Weltcups 2021/22 gehörte. Sie begann am 3. Dezember 2021 in Ulrichen und endete am 13. März 2022 in Sappada. Die Gesamtwertung der Männer gewann Théo Schely und bei den Frauen wurde Lisa Lohmann Erste in der Gesamtwertung.

## Männer

### Resultate
| 1. Alpencup in Ulrichen, 3. bis 5. Dezember 2021 | 1. Alpencup in Ulrichen, 3. bis 5. Dezember 2021 | 1. Alpencup in Ulrichen, 3. bis 5. Dezember 2021 | 1. Alpencup in Ulrichen, 3. bis 5. Dezember 2021 | 1. Alpencup in Ulrichen, 3. bis 5. Dezember 2021 |
| ------------------------------------------------ | ------------------------------------------------ | ------------------------------------------------ | ------------------------------------------------ | ------------------------------------------------ |
| Datum                                            | Disziplin                                        | Erster Platz                                     | Zweiter Platz                                    | Dritter Platz                                    |
| 3. Dezember 2021                                 | 15 km klassisch                                  | Albert Kuchler                                   | Martin Collet                                    | Martin Coradazzi                                 |
| 4. Dezember 2021                                 | Sprint Freistil                                  | Francesco Manzoni                                | Giovanni Ticco                                   | Sabin Coupat                                     |
| 5. Dezember 2021                                 | 15 km Freistil Massenstart                       | Tom Mancini                                      | Sabin Coupat                                     | Gérard Agnellet                                  |

| 2. Alpencup in St. Ulrich am Pillersee, 18. und 19. Dezember 2021 | 2. Alpencup in St. Ulrich am Pillersee, 18. und 19. Dezember 2021 | 2. Alpencup in St. Ulrich am Pillersee, 18. und 19. Dezember 2021 | 2. Alpencup in St. Ulrich am Pillersee, 18. und 19. Dezember 2021 | 2. Alpencup in St. Ulrich am Pillersee, 18. und 19. Dezember 2021 |
| ----------------------------------------------------------------- | ----------------------------------------------------------------- | ----------------------------------------------------------------- | ----------------------------------------------------------------- | ----------------------------------------------------------------- |
| Datum                                                             | Disziplin                                                         | Erster Platz                                                      | Zweiter Platz                                                     | Dritter Platz                                                     |
| 18. Dezember 2021                                                 | 15 km klassisch                                                   | Jewgeni Below                                                     | Dario Cologna                                                     | Albert Kuchler                                                    |
| 19. Dezember 2021                                                 | 15 km Freistil Massenstart                                        | Cyril Fähndrich                                                   | Tom Mancini                                                       | Martin Collet Beda Klee                                           |

| 3. Alpencup in Nové Město na Moravě, 7. bis 9. Januar 2022 | 3. Alpencup in Nové Město na Moravě, 7. bis 9. Januar 2022 | 3. Alpencup in Nové Město na Moravě, 7. bis 9. Januar 2022                      | 3. Alpencup in Nové Město na Moravě, 7. bis 9. Januar 2022                      | 3. Alpencup in Nové Město na Moravě, 7. bis 9. Januar 2022                      |
| ---------------------------------------------------------- | ---------------------------------------------------------- | ------------------------------------------------------------------------------- | ------------------------------------------------------------------------------- | ------------------------------------------------------------------------------- |
| Datum                                                      | Disziplin                                                  | Erster Platz                                                                    | Zweiter Platz                                                                   | Dritter Platz                                                                   |
| 7. Januar 2022                                             | Sprint Freistil                                            | Wettkämpfe aufgrund der COVID-19-Pandemie nach St. Ulrich am Pillersee verlegt. | Wettkämpfe aufgrund der COVID-19-Pandemie nach St. Ulrich am Pillersee verlegt. | Wettkämpfe aufgrund der COVID-19-Pandemie nach St. Ulrich am Pillersee verlegt. |
| 8. Januar 2022                                             | 15 km Freistil                                             | Wettkämpfe aufgrund der COVID-19-Pandemie nach St. Ulrich am Pillersee verlegt. | Wettkämpfe aufgrund der COVID-19-Pandemie nach St. Ulrich am Pillersee verlegt. | Wettkämpfe aufgrund der COVID-19-Pandemie nach St. Ulrich am Pillersee verlegt. |
| 9. Januar 2022                                             | 15 km klassisch Verfolgung                                 | Wettkämpfe aufgrund der COVID-19-Pandemie nach St. Ulrich am Pillersee verlegt. | Wettkämpfe aufgrund der COVID-19-Pandemie nach St. Ulrich am Pillersee verlegt. | Wettkämpfe aufgrund der COVID-19-Pandemie nach St. Ulrich am Pillersee verlegt. |

| 3. Alpencup in St. Ulrich am Pillersee, 8. und 9. Januar 2022 | 3. Alpencup in St. Ulrich am Pillersee, 8. und 9. Januar 2022 | 3. Alpencup in St. Ulrich am Pillersee, 8. und 9. Januar 2022 | 3. Alpencup in St. Ulrich am Pillersee, 8. und 9. Januar 2022 | 3. Alpencup in St. Ulrich am Pillersee, 8. und 9. Januar 2022 |
| ------------------------------------------------------------- | ------------------------------------------------------------- | ------------------------------------------------------------- | ------------------------------------------------------------- | ------------------------------------------------------------- |
| Datum                                                         | Disziplin                                                     | Erster Platz                                                  | Zweiter Platz                                                 | Dritter Platz                                                 |
| 8. Januar 2022                                                | Sprint Freistil                                               | Valerio Grond                                                 | Janik Riebli                                                  | Arnaud Chautemps                                              |
| 9. Januar 2022                                                | 15 km klassisch                                               | Jason Rüesch                                                  | Théo Schely                                                   | Ueli Schnider                                                 |

| 4. Alpencup in Oberstdorf, 22. und 23. Januar 2022 | 4. Alpencup in Oberstdorf, 22. und 23. Januar 2022 | 4. Alpencup in Oberstdorf, 22. und 23. Januar 2022 | 4. Alpencup in Oberstdorf, 22. und 23. Januar 2022 | 4. Alpencup in Oberstdorf, 22. und 23. Januar 2022 |
| -------------------------------------------------- | -------------------------------------------------- | -------------------------------------------------- | -------------------------------------------------- | -------------------------------------------------- |
| Datum                                              | Disziplin                                          | Erster Platz                                       | Zweiter Platz                                      | Dritter Platz                                      |
| 22. Januar 2022                                    | Sprint klassisch                                   | Jules Chappaz                                      | Valerio Grond                                      | Mikael Abram                                       |
| 23. Januar 2022                                    | 30 km Freistil Massenstart                         | Jason Rüesch                                       | Arnaud Chautemps                                   | Beda Klee                                          |

| 5. Alpencup in Planica, 4. bis 6. Februar 2022 | 5. Alpencup in Planica, 4. bis 6. Februar 2022 | 5. Alpencup in Planica, 4. bis 6. Februar 2022 | 5. Alpencup in Planica, 4. bis 6. Februar 2022 | 5. Alpencup in Planica, 4. bis 6. Februar 2022 |
| ---------------------------------------------- | ---------------------------------------------- | ---------------------------------------------- | ---------------------------------------------- | ---------------------------------------------- |
| Datum                                          | Disziplin                                      | Erster Platz                                   | Zweiter Platz                                  | Dritter Platz                                  |
| 4. Februar 2022                                | 15 km klassisch                                | Jules Chappaz                                  | Théo Schely                                    | Simone Daprà                                   |
| 5. Februar 2022                                | Sprint Freistil                                | Jules Chappaz                                  | Cédric Steiner                                 | Cyril Fähndrich                                |
| 6. Februar 2022                                | 15 km Freistil Massenstart                     | Martin Collet                                  | Gaspard Rousset                                | Théo Schely                                    |

| 6. Alpencup in Sappada, 12. und 13. März 2022 | 6. Alpencup in Sappada, 12. und 13. März 2022 | 6. Alpencup in Sappada, 12. und 13. März 2022 | 6. Alpencup in Sappada, 12. und 13. März 2022 | 6. Alpencup in Sappada, 12. und 13. März 2022 |
| --------------------------------------------- | --------------------------------------------- | --------------------------------------------- | --------------------------------------------- | --------------------------------------------- |
| Datum                                         | Disziplin                                     | Erster Platz                                  | Zweiter Platz                                 | Dritter Platz                                 |
| 12. März 2022                                 | 15 km klassisch                               | Dietmar Nöckler                               | Gaspard Rousset                               | Martin Coradazzi                              |
| 13. März 2022                                 | 15 km Freistil Massenstart                    | Cyril Fähndrich                               | Simone Daprà                                  | Sabin Coupat                                  |

### Gesamtwertung Männer
| Rang | Name                 | Punkte |
| ---- | -------------------- | ------ |
| 1.   | Théo Schely          | 470    |
| 2.   | Cyril Fähndrich      | 468    |
| 3.   | Martin Collet        | 459    |
| 4.   | Gaspard Rousset      | 457    |
| 5.   | Jules Chappaz        | 379    |
| 6.   | Sabin Coupat         | 320    |
| 7.   | Tom Mancini          | 313    |
| 8.   | Cédric Steiner       | 305    |
| 9.   | Simone Daprà         | 299    |
| 10.  | Jan-Friedrich Doerks | 245    |
| 11.  | Martin Coradazzi     | 229    |

| Rang | Name                   | Punkte |
| ---- | ---------------------- | ------ |
| 12.  | Jason Rüesch           | 222    |
| 13.  | Florian Knopf          | 221    |
| 14.  | Albert Kuchler         | 212    |
| 15.  | Rémi Bourdin           | 210    |
| 15.  | Julien Arnaud          | 210    |
| 17.  | Arnaud Chautemps       | 198    |
| 18.  | Lorenzo Romano         | 197    |
| 19.  | Valerio Grond          | 184    |
| 20.  | Beda Klee              | 172    |
| 21.  | Nicola Wigger          | 160    |
| 22.  | Alessandro Chiocchetti | 151    |

| Rang | Name              | Punkte |
| ---- | ----------------- | ------ |
| 23.  | Mikael Abram      | 145    |
| 24.  | Francesco Manzoni | 144    |
| 25.  | Giacomo Gabrielli | 141    |
| 26.  | Florian Perez     | 138    |
| 27.  | Janik Riebli      | 130    |
| 27.  | Michele Gasperi   | 130    |
| 29.  | Dietmar Nöckler   | 129    |
| 30.  | Giovanni Ticco    | 126    |
| 30.  | Ueli Schnider     | 126    |

## Frauen

### Resultate
| 1. Alpencup in Ulrichen, 3. bis 5. Dezember 2021 | 1. Alpencup in Ulrichen, 3. bis 5. Dezember 2021 | 1. Alpencup in Ulrichen, 3. bis 5. Dezember 2021 | 1. Alpencup in Ulrichen, 3. bis 5. Dezember 2021 | 1. Alpencup in Ulrichen, 3. bis 5. Dezember 2021 |
| ------------------------------------------------ | ------------------------------------------------ | ------------------------------------------------ | ------------------------------------------------ | ------------------------------------------------ |
| Datum                                            | Disziplin                                        | Erster Platz                                     | Zweiter Platz                                    | Dritter Platz                                    |
| 3. Dezember 2021                                 | 10 km klassisch                                  | Katherine Sauerbrey                              | Coralie Bentz                                    | Lisa Lohmann                                     |
| 4. Dezember 2021                                 | Sprint Freistil                                  | Lisa Unterweger                                  | Lisa Lohmann                                     | Barbara Walchhofer                               |
| 5. Dezember 2021                                 | 10 km Freistil Massenstart                       | Katherine Sauerbrey                              | Coralie Bentz                                    | Cristina Pittin                                  |

| 2. Alpencup in St. Ulrich am Pillersee, 18. und 19. Dezember 2021 | 2. Alpencup in St. Ulrich am Pillersee, 18. und 19. Dezember 2021 | 2. Alpencup in St. Ulrich am Pillersee, 18. und 19. Dezember 2021 | 2. Alpencup in St. Ulrich am Pillersee, 18. und 19. Dezember 2021 | 2. Alpencup in St. Ulrich am Pillersee, 18. und 19. Dezember 2021 |
| ----------------------------------------------------------------- | ----------------------------------------------------------------- | ----------------------------------------------------------------- | ----------------------------------------------------------------- | ----------------------------------------------------------------- |
| Datum                                                             | Disziplin                                                         | Erster Platz                                                      | Zweiter Platz                                                     | Dritter Platz                                                     |
| 18. Dezember 2021                                                 | 10 km klassisch                                                   | Katherine Sauerbrey                                               | Lisa Lohmann                                                      | Nadja Kälin                                                       |
| 19. Dezember 2021                                                 | 10 km Freistil Massenstart                                        | Katherine Sauerbrey                                               | Nadja Kälin                                                       | Lydia Hiernickel                                                  |

| 3. Alpencup in Nové Město na Moravě, 7. bis 9. Januar 2022 | 3. Alpencup in Nové Město na Moravě, 7. bis 9. Januar 2022 | 3. Alpencup in Nové Město na Moravě, 7. bis 9. Januar 2022                      | 3. Alpencup in Nové Město na Moravě, 7. bis 9. Januar 2022                      | 3. Alpencup in Nové Město na Moravě, 7. bis 9. Januar 2022                      |
| ---------------------------------------------------------- | ---------------------------------------------------------- | ------------------------------------------------------------------------------- | ------------------------------------------------------------------------------- | ------------------------------------------------------------------------------- |
| Datum                                                      | Disziplin                                                  | Erster Platz                                                                    | Zweiter Platz                                                                   | Dritter Platz                                                                   |
| 7. Januar 2022                                             | Sprint Freistil                                            | Wettkämpfe aufgrund der COVID-19-Pandemie nach St. Ulrich am Pillersee verlegt. | Wettkämpfe aufgrund der COVID-19-Pandemie nach St. Ulrich am Pillersee verlegt. | Wettkämpfe aufgrund der COVID-19-Pandemie nach St. Ulrich am Pillersee verlegt. |
| 8. Januar 2022                                             | 10 km Freistil                                             | Wettkämpfe aufgrund der COVID-19-Pandemie nach St. Ulrich am Pillersee verlegt. | Wettkämpfe aufgrund der COVID-19-Pandemie nach St. Ulrich am Pillersee verlegt. | Wettkämpfe aufgrund der COVID-19-Pandemie nach St. Ulrich am Pillersee verlegt. |
| 9. Januar 2022                                             | 10 km klassisch Verfolgung                                 | Wettkämpfe aufgrund der COVID-19-Pandemie nach St. Ulrich am Pillersee verlegt. | Wettkämpfe aufgrund der COVID-19-Pandemie nach St. Ulrich am Pillersee verlegt. | Wettkämpfe aufgrund der COVID-19-Pandemie nach St. Ulrich am Pillersee verlegt. |

| 3. Alpencup in St. Ulrich am Pillersee, 8. und 9. Januar 2022 | 3. Alpencup in St. Ulrich am Pillersee, 8. und 9. Januar 2022 | 3. Alpencup in St. Ulrich am Pillersee, 8. und 9. Januar 2022 | 3. Alpencup in St. Ulrich am Pillersee, 8. und 9. Januar 2022 | 3. Alpencup in St. Ulrich am Pillersee, 8. und 9. Januar 2022 |
| ------------------------------------------------------------- | ------------------------------------------------------------- | ------------------------------------------------------------- | ------------------------------------------------------------- | ------------------------------------------------------------- |
| Datum                                                         | Disziplin                                                     | Erster Platz                                                  | Zweiter Platz                                                 | Dritter Platz                                                 |
| 8. Januar 2022                                                | Sprint Freistil                                               | Alina Meier                                                   | Lisa Unterweger                                               | Anja Weber                                                    |
| 9. Januar 2022                                                | 10 km klassisch                                               | Nadja Kälin                                                   | Lisa Unterweger                                               | Amelie Hofmann                                                |

| 4. Alpencup in Oberstdorf, 22. und 23. Januar 2022 | 4. Alpencup in Oberstdorf, 22. und 23. Januar 2022 | 4. Alpencup in Oberstdorf, 22. und 23. Januar 2022 | 4. Alpencup in Oberstdorf, 22. und 23. Januar 2022 | 4. Alpencup in Oberstdorf, 22. und 23. Januar 2022 |
| -------------------------------------------------- | -------------------------------------------------- | -------------------------------------------------- | -------------------------------------------------- | -------------------------------------------------- |
| Datum                                              | Disziplin                                          | Erster Platz                                       | Zweiter Platz                                      | Dritter Platz                                      |
| 22. Januar 2022                                    | Sprint klassisch                                   | Laura Gimmler                                      | Sofie Krehl                                        | Coletta Rydzek                                     |
| 23. Januar 2022                                    | 15 km Freistil Massenstart                         | Lisa Lohmann                                       | Nadja Kälin                                        | Kim Hager                                          |

| 5. Alpencup in Planica, 4. bis 6. Februar 2022 | 5. Alpencup in Planica, 4. bis 6. Februar 2022 | 5. Alpencup in Planica, 4. bis 6. Februar 2022 | 5. Alpencup in Planica, 4. bis 6. Februar 2022 | 5. Alpencup in Planica, 4. bis 6. Februar 2022 |
| ---------------------------------------------- | ---------------------------------------------- | ---------------------------------------------- | ---------------------------------------------- | ---------------------------------------------- |
| Datum                                          | Disziplin                                      | Erster Platz                                   | Zweiter Platz                                  | Dritter Platz                                  |
| 4. Februar 2022                                | 10 km klassisch                                | Lisa Lohmann                                   | Désirée Steiner                                | Nicole Monsorno                                |
| 5. Februar 2022                                | Sprint Freistil                                | Lea Fischer                                    | Lisa Lohmann                                   | Adéla Nováková                                 |
| 6. Februar 2022                                | 15 km Freistil Massenstart                     | Lea Fischer                                    | Lisa Lohmann                                   | Linda Schumacher                               |

| 6. Alpencup in Sappada, 12. und 13. März 2022 | 6. Alpencup in Sappada, 12. und 13. März 2022 | 6. Alpencup in Sappada, 12. und 13. März 2022 | 6. Alpencup in Sappada, 12. und 13. März 2022 | 6. Alpencup in Sappada, 12. und 13. März 2022 |
| --------------------------------------------- | --------------------------------------------- | --------------------------------------------- | --------------------------------------------- | --------------------------------------------- |
| Datum                                         | Disziplin                                     | Erster Platz                                  | Zweiter Platz                                 | Dritter Platz                                 |
| 12. März 2022                                 | 10 km klassisch                               | Anja Weber                                    | Martina Bellini                               | Alayna Sonnesyn                               |
| 13. März 2022                                 | 10 km Freistil Massenstart                    | Alayna Sonnesyn                               | Anja Weber                                    | Cristina Pittin                               |

### Gesamtwertung Frauen
| Rang | Name                | Punkte |
| ---- | ------------------- | ------ |
| 1.   | Lisa Lohmann        | 688    |
| 2.   | Nadja Kälin         | 423    |
| 3.   | Katherine Sauerbrey | 412    |
| 4.   | Anja Weber          | 388    |
| 5.   | Désirée Steiner     | 359    |
| 6.   | Lea Fischer         | 319    |
| 7.   | Martina Bellini     | 310    |
| 8.   | Amelie Hofmann      | 300    |
| 9.   | Coralie Bentz       | 281    |
| 10.  | Juliette Ducordeau  | 263    |

| Rang | Name                  | Punkte |
| ---- | --------------------- | ------ |
| 11.  | Lisa Unterweger       | 260    |
| 12.  | Kim Hager             | 258    |
| 13.  | Linda Schumacher      | 248    |
| 14.  | Adéla Nováková        | 246    |
| 15.  | Alexandra Danner      | 245    |
| 16.  | Nicole Monsorno       | 241    |
| 17.  | Cristina Pittin       | 232    |
| 18.  | Giuliana Werro        | 225    |
| 19.  | Alina Meier           | 219    |
| 19.  | Eve-Ondine Duchaufour | 219    |

| Rang | Name               | Punkte |
| ---- | ------------------ | ------ |
| 21.  | Sara Hutter        | 208    |
| 21.  | Jessica Löschke    | 208    |
| 23.  | Barbara Walchhofer | 206    |
| 24.  | Federica Cassol    | 174    |
| 25.  | Lydia Hiernickel   | 161    |
| 26.  | Anna Comarella     | 159    |
| 27.  | Pavlína Votočková  | 156    |
| 28.  | Lena Keck          | 121    |
| 28.  | Mélissa Gal        | 121    |
| 30.  | Enora Latuillière  | 120    |